# Línia Nankō Port Town
La línia Nankō Port Town (南港ポートタウン線, Nankō Pōto-taun-sen), també anomenada New Tram (ニュートラム, Nyū Toramu) és una línia de metro localitzada al districte urbà de Suminoe, a Osaka, Japó. La línia és operada pel Metro d'Osaka i fou construïda per a prestar servei a la zona costanera del sud-oest d'Osaka i les instal·lacions de l'àrea. El color identificatiu de la línia és el blau cel i la lletra la P en verdana. La línia fou inaugurada el 16 de març de 1981.

## Història
El 16 de març de 1981 s'inaugura la línia amb el traçat entre l'estació de Nakafutō i l'estació de Suminoe-kōen. El 5 d'octubre de 1993 es suspén el servei de la línia degut a un accident a l'estació de Suminoe-kôen; el servei de la línia no es tornarà a reprendre fins al 19 de novembre del mateix any. El 18 de desembre de 1997 obre el trajecte entre l'estació de Cosmosquare i l'estació de Nakafuto amb el nom de Línia New Tram Technoport (ニュートラムテクノポート線), propietat de l'empresa privada Osaka Port Transport System Co., Ltd. L'1 de juliol de 2005 la línia privada oberta el 1997 es fusiona amb la pública de 1981 amb el nom de l'última i sota l'operació del Metro d'Osaka. L'any 2018, amb la privatització del sistema de metro d'Osaka, la denominació New Tram deixa d'emprar-se i passa a ser operada la línia per la nova societat privada del Metro d'Osaka, la qual substitueix a l'antiga regidoria de transports d'Osaka.

## Estacions
| Estació Número | Imatge               | Estació           | Japonès            | Distància (km)  | Distància (km) | Enllaç                 | Situació |
| Estació Número | Imatge               | Estació           | Japonès            | Entre estacions | Total          | Enllaç                 | Situació |
| -------------- | -------------------- | ----------------- | ------------------ | --------------- | -------------- | ---------------------- | -------- |
| P09            | Cosmosquare          | Cosmosquare       | コスモスクエア     | 0,0             | 0,0            | Metro-Chūō (C10)       | Suminoe  |
| P10            | Trade Center-mae     | Trade Center-mae  | トレードセンター前 | 0,6             | 0,6            |                        | Suminoe  |
| P11            | Nakafutou            | Nakafutō          | 中ふ頭             | 0,7             | 1,3            |                        | Suminoe  |
| P12            | Port Town-nishi      | Port Town-nishi   | ポートタウン西     | 0,7             | 2,0            |                        | Suminoe  |
| P13            | Port Town-higashi    | Port Town-higashi | ポートタウン東     | 0,5             | 2,5            |                        | Suminoe  |
| P14            | Nankō Ferry Terminal | Ferry Terminal    | フェリーターミナル | 1,5             | 4,0            |                        | Suminoe  |
| P15            | Nankou-higahsi       | Nankō-higashi     | 南港東             | 0,8             | 4,8            |                        | Suminoe  |
| P16            | Nankōguchi           | Nankōguchi        | 南港口             | 0,6             | 5,4            |                        | Suminoe  |
| P17            | Hirabayashi          | Hirabayashi       | 平林               | 1,3             | 6,7            |                        | Suminoe  |
| P18            | Suminoe-kohen        | Suminoe-kōen      | 住之江公園         | 1,2             | 7,9            | Metro-Yotsubashi (Y21) | Suminoe  |

## Parc mòbil

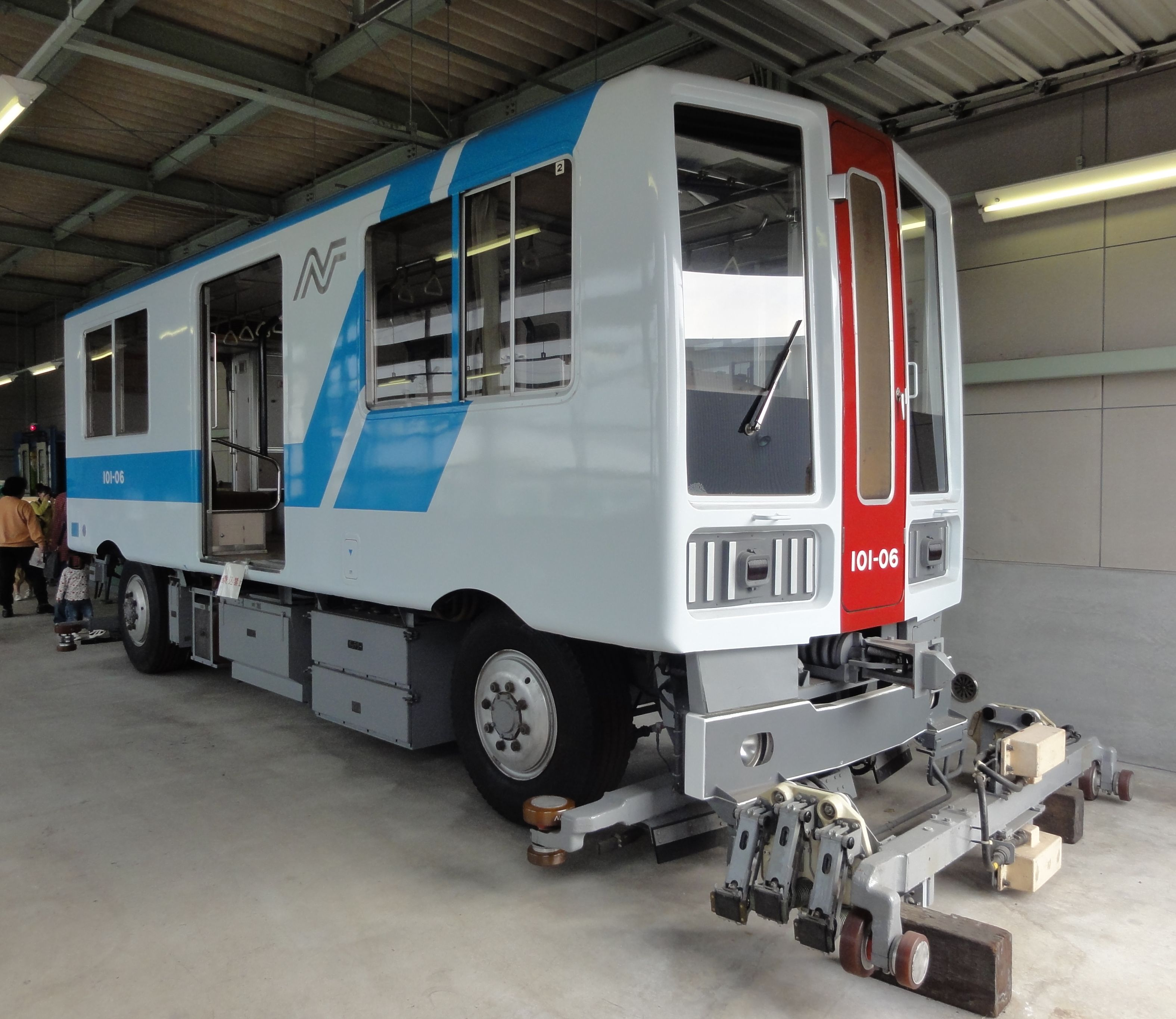
Sèrie 100 (1981-2001)
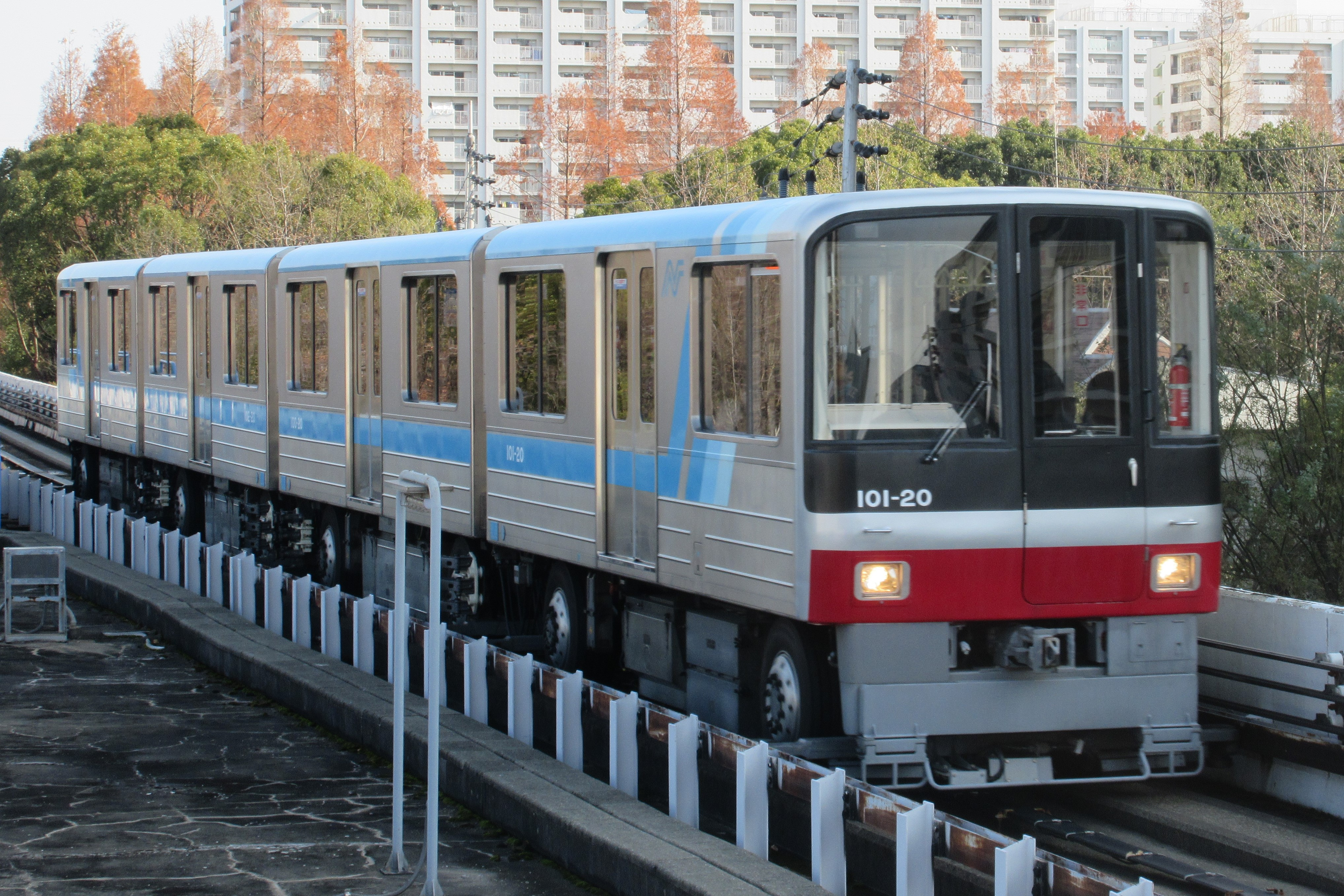
Sèrie 100A (1991-2019)
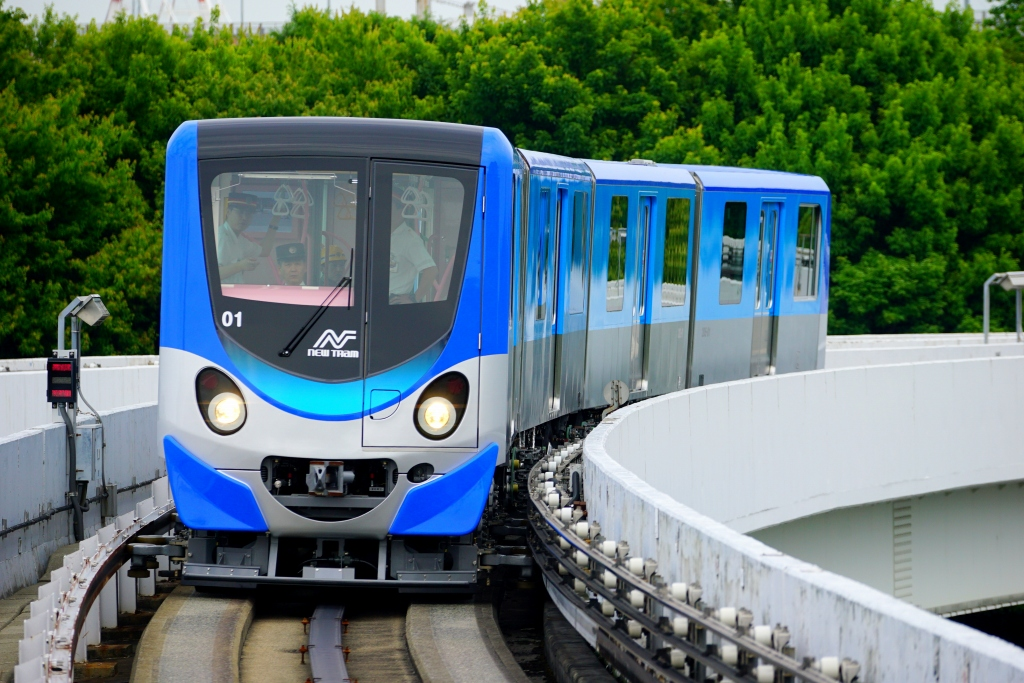
Sèrie 200 (2016-)